# Vesiculaphis nubilimaculata
Vesiculaphis nubilimaculata är en insektsart. Vesiculaphis nubilimaculata ingår i släktet Vesiculaphis och familjen långrörsbladlöss. Inga underarter finns listade i Catalogue of Life.